# Suzuki
Pour les articles homonymes, voir Suzuki (homonymie).
Suzuki Motor Corporation (スズキ株式会社, Suzuki kabushiki gaisha) est un constructeur japonais de motos, d'automobiles et de moteurs de bateaux ; il est avant tout un important fabricant de motos.

## Histoire
Suzuki se fait connaître sur le marché automobile durant les années 1960. Toutefois, ses origines se situent en 1909, lorsque Suzuki Michio (ja) fonde la « Suzuki Looms Works » près de Hamamatsu (浜松) dans la préfecture de Shizuoka. À cette époque, elle se concentre uniquement sur des machines à coudre et à tisser destinées à l'industrie textile.

### Motocyclettes
L'année 1952 voit apparaître la première moto Suzuki, animée d'un petit moteur à deux temps de 36 cm3 ; elle est dénommée « Power Free ». La transmission est assurée par une courroie. Grâce à cette moto et à la gamme qui va en découler, Suzuki peut se faire une place sur la scène commerciale et sportive. En 1954, la firme prend le nom de « Suzuki Motors » et présente son premier modèle de voiture, la « Suzulight » (スズライト, Suzuraito), un mini-modèle de 360 cm3 qui ne sortit qu'à 43 exemplaires.
En 1955, Suzuki commercialise sa première véritable moto : la Colleda, mue par un monocylindre de 90 cm3. En 1956, la Colleda TT est mue par un bicylindre de 250 cm3.
En 1961, les motos Suzuki débarquent en France.
En 1962, la firme atteint enfin une production conséquente en sortant des usines 2 565 Suzulight 30 TL. Grâce à ce succès, la firme va ouvrir des usines dans les villes japonaises suivantes : Toyama (冨山), Iwata (磐田), Ōsuka (大須賀) et Kosai (湖西). La production va également se diversifier et Suzuki va pouvoir proposer à ses clients non seulement des motos et des automobiles, mais également des véhicules utilitaires, des moteurs de bateaux ou encore des maisons préfabriquées.
En 1965, Suzuki présente la fameuse T20, une moto dotée d'un moteur bicylindre de 250 cm3, très performante pour l'époque, ainsi que son premier moteur hors-bord.
Durant les années 1970, les modèles « Fronte » (dans des déclinaisons différentes telles que la 360 ou l'Alto) ou « Jimny » (un petit tout-terrain) permettent d'élargir les exportations et ainsi faire connaître la marque, entre autres sur le continent américain.
En 1972 est lancée la GT 380, une moto tricylindre de 380 cm3 (il en existera une déclinaison de plus forte cylindrée, la GT 550) avec refroidissement par air amélioré par une écope spéciale dite Ram Air System, suivie en 1973 du lancement de la Suzuki GT 750, moto grand tourisme, avec un moteur tricylindre de 750 cm3 (première moto de grande série à refroidissement liquide).
Après le choc pétrolier et les nouvelles mesures anti-pollution appliquées aux États-Unis, Suzuki doit changer sa gamme de motos pour se tourner vers des moteurs à quatre temps, et lance en 1974 la Suzuki RE-5, une moto révolutionnaire ayant un moteur à piston rotatif à trois chambres de 497 cm3 (soit 1,5 L) sous licence Wankel, acquise plus tôt dans les années 1970. Ce fut un échec cuisant dont la firme aura du mal à se remettre, tant ce ratage a mis à mal ses finances, comme NSU et Citroën.
Pour s'adapter aux nouvelles normes de pollution, Suzuki lance en 1976 la GS 750, en 1977 la GS 550, en 1978 la GS 1000, en 1979 la version GS 1000S et en 1980 la GS 1000G à cardan, puis la GS 400, la GSX 1100 (quatre soupapes par cylindre) remplace finalement la GS 1000S fin 1980. Les motos de la gamme GS sont des succès commerciaux, permettant de renflouer les caisses de l'entreprise.
En 1983, Suzuki prend une part importante dans le capital de la société indienne Maruti, lance la RG 250, première moto de série équipée d'un cadre en aluminium mue par un moteur bicylindre de 250 cm3, ainsi que le premier quad de série, le QuadRunner 125 (en).
En 1985, Suzuki lance deux motos révolutionnaires : la GSX-R 750 et la RG 500 Gamma. Pour la première fois, les motards pouvaient avoir accès à des replicas tout droit sorties du paddock.
En 1987, Suzuki lance la DR 800, moto de série ayant le plus gros monocylindre au monde (800 cm3).
En 1989, Suzuki lance les motos à succès suivantes : la RGV 250, la GS 500E et la GSF 400 Bandit.
En 1995, Suzuki lance une moto qui a été un succès pour la firme à travers le monde, la GSF 600 Bandit.
En 1999, Suzuki lance la GSX 1300R Hayabusa, première moto de série dont le carénage est modelé par des études en soufflerie et conçu pour atteindre plus de 300 km/h. Ce modèle est surtout réputé pour défrayer la chronique à sa présentation en 1998. En effet, c'est la première moto de série à revendiquer plus de 300 km/h de vitesse de pointe. L'usine annonce 312 km/h à 13 000 tr/min.

### Automobiles
En 1981, Suzuki passe un accord avec General Motors pour répondre à la demande croissante de « petites voitures » aux États-Unis et elle lance la GSX 1100S Katana, moto au design révolutionnaire pour l'époque.
De fil en aiguille, la collaboration se fait de plus en plus forte, et, avec l'aide d'Isuzu (filiale japonaise de General Motors), on voit la naissance d'une voiture de 993 cm3 qui est vendue au Japon sous le nom de « Suzuki Cultus » et aux États-Unis sous le nom de « Chevrolet Sprint ».
En 1983, Suzuki exporte ses modèles aux États-Unis sous la marque Geo, créée de toutes pièces par General Motors.
En 1989, Suzuki prend contact avec Land Rover pour que ce dernier fabrique sous licence la « Jimny », puis sa descendante la « Vitara ». Sa gamme automobile comportera plusieurs modèles de véhicules tous terrains.
En 1992, l'usine Magyar Suzuki Corporation ouvre en Hongrie, suivie, en juin 1993, de l'usine Changan Suzuki Automobile en Chine. En 1995, la production totale de Suzuki atteignait plus de 975 000 voitures.
En septembre 1998, Suzuki et General Motors nouent des liens stratégiques qui se concrétiseront par une prise de participation de cette dernière. Au début du XXIe siècle, la part de General Motors devient majoritaire.
En avril 2003, Suzuki et le constructeur italien Fiat Auto signent un double accord de coopération :
- l'étude, la mise au point et la fabrication en commun d'un nouveau SUV, ce sera le Fiat Sedici et le SX4, produits dans l'usine hongroise ;
- la fourniture par Fiat à Suzuki de ses moteurs diesel, les 1.3 et 1.9 Multijet, pour équiper les modèles japonais.

En mars 2006, General Motors, en grave difficulté financière, revend ses parts pour ne garder que 3 % symboliques du capital de Suzuki, puis sort complètement du capital en 2008.
En 2007, Suzuki perd au Japon sa place de leader sur le marché des keijidōsha, modèles limités à moins de 660 cm3 et de moins de 3,40 m de long, très important au Japon, au profit de Daihatsu, filiale de Toyota. Suzuki tenait ce segment de marché depuis 34 ans.
En décembre 2009, c'est au tour de l'allemand Volkswagen de monter dans le capital de Suzuki. Il prend 19,9 % du capital pour 222,5 milliards de yens soit 1,7 milliard d'euros. Cette coopération sera de très courte durée car dès le milieu de l'année 2011, Suzuki renouvelle son accord de coopération avec Fiat Group Automobiles, licence de fabrication de moteurs Fiat au Japon, et accuse même Volkswagen de n'avoir aucune technologie de niveau intéressant, avant de signer avec Fiat un accord de fourniture supplémentaire de 100 000 moteurs diesel par an, pour ses productions japonaises, indiennes et hongroises.
Toujours en 2009 est créée Chongqing Haojue Suzuki Motorcycle, une entreprise co-créée par Suzuki avec un partenaire chinois, l’entreprise Chongqing Haojue Industrial.
En 2012, Suzuki annonce se retirer du marché des États-Unis. La diffusion sur ce marché cesse en 2013 ; l'entreprise entreprend une restructuration en profondeur et se concentre davantage sur les marchés émergents dont elle tire du profit. Elle est notamment large leader du marché indien par sa filiale Maruti Suzuki, le pays étant même le premier marché de Suzuki.
L'aboutissement de cette réflexion donne naissance à des produits conçus mondialement, comme pour la moto GW 250 Inazuma, qui s'inspire de la moto B-King.
Le 31 mars 2013, Suzuki annonce la fermeture de l'usine espagnole de Suzuki Moto. Le 28 janvier 2014, Suzuki annonce la construction d'une usine d'assemblage en Inde pour 350 millions d'euros.
En août 2015, à la suite de nombreux désaccords avec Volkswagen, une instance de médiation mandatée par les deux entreprises demande à cette dernière de vendre sa participation de 19,9 % dans Suzuki à Suzuki elle-même, participation ayant environ une valeur de 3,4 milliards d'euros. De plus, Suzuki devra payer des compensations, l'instance ayant reconnu que celle-ci est responsable de l'arrêt d'une partie des accords entre les deux sociétés,.
En août 2016, Suzuki annonce la vente de sa participation dans Fuji Heavy pour 515 millions de dollars.
En 2019, Suzuki noue avec Toyota un accord de participations croisées. Les deux constructeurs se fournissent entre eux de nombreux modèles : Toyota permet à Suzuki de rebadger certains de ses modèles en Europe, et Suzuki fournit de la même manière des véhicules à Toyota pour les marchés émergents.
En juin 2024 éclate au Japon un scandale des certifications frauduleuses de véhicules. Il concerne Toyota, Honda, Mazda, Yamaha et Suzuki, et touche un total de 38 modèles. Toyota est contraint de suspendre la production de trois de ses voitures, Mazda de deux, et Yamaha d’un. Les modèles concernés chez Suzuki et Honda ne sont plus en construction, ce qui leur a permis d’éviter l’arrêt de leur chaîne de production.

## Compétition
Dès les années 1960, Suzuki a brillé en Grand Prix.
En 1964, Suzuki sort une 50 cm3 deux temps bicylindre, distributeurs rotatifs, boîte à quatorze rapports et refroidissement liquide. Cette machine connaîtra de nombreux succès jusqu'en 1968. En 1967, Suzuki sort une 125 cm3 à quatre cylindres, utilisant la même technique que la 50 cm3.
De nombreux pilotes, tels Barry Sheene ou Kevin Schwantz, champions du monde 500 cm3 en 1993 et Kenny Roberts Jr., champion du monde 500 en 2000, ont défendu la marque en Grand Prix.
En moto-cross, Suzuki peut s'enorgueillir d'être la marque ayant remporté le plus de titres de champion du monde.
En championnat du monde Superbike, l'Australien Troy Corser remporta le titre au guidon d'une GSX-R 1000 en 2005.
Aujourd'hui, Suzuki fait également ses preuves au Master of Endurance (championnat composé de six courses dont les 24 Heures Motos). L'équipe officielle se nommait « Suzuki Endurance Racing Team » (SERT), devenu « Sarthe Endurance Racing Team » en 2019 au sein d'une nouvelle entité réunissant Yoshimura, SERT et Motul. Damien Saulnier en est le Team Manager.
En Mai 2022, alors que l’entreprise venait de signer un renouvellement de contrat avec le Championnat du Monde MotoGP jusqu’en 2026, Suzuki annonce son retrait anticipé fin 2022 de la compétition (et toutes les autres compétitions), faute de moyens financiers et une bascule nécessaire des ressources allouées à la compétition vers l’automobile et son électrification.

## Galerie

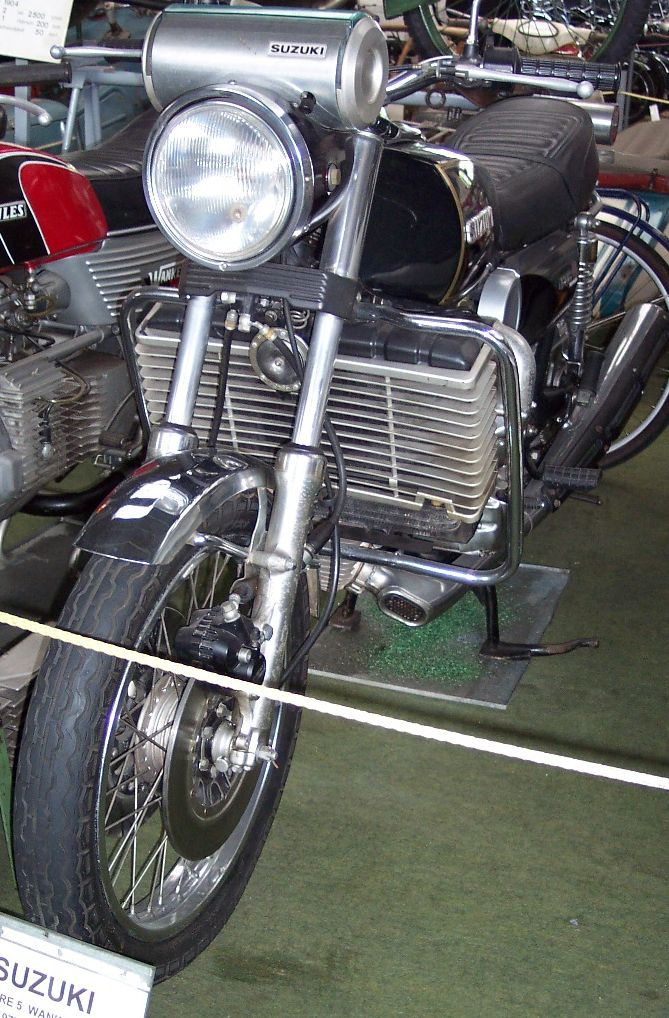
RE 5 à moteur rotatif.
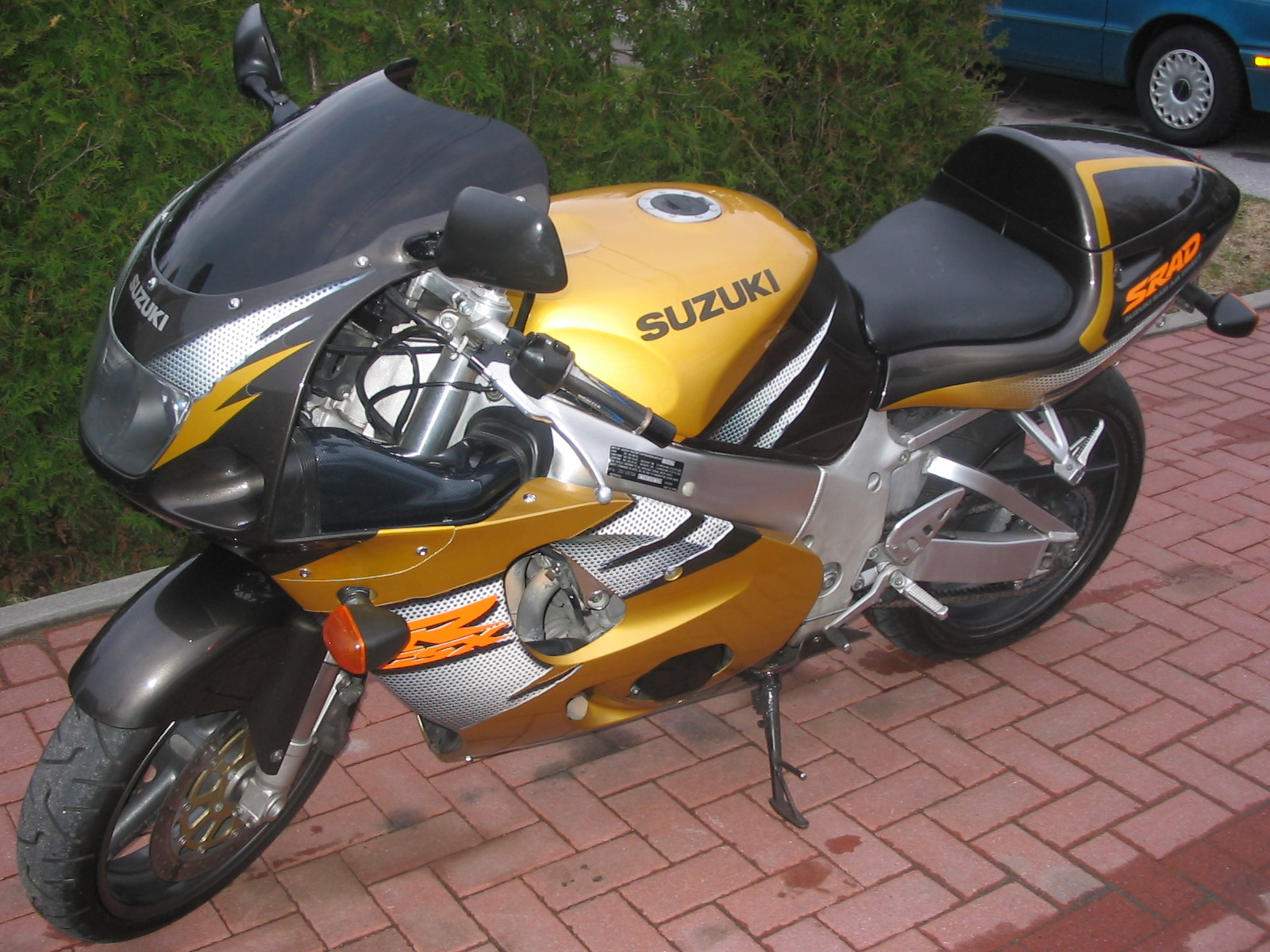
GSX-R 750 de 1996.
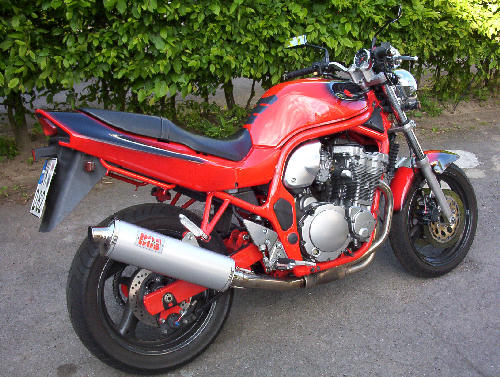
Les premiers modèles de GSF 600N Bandit en 1995.
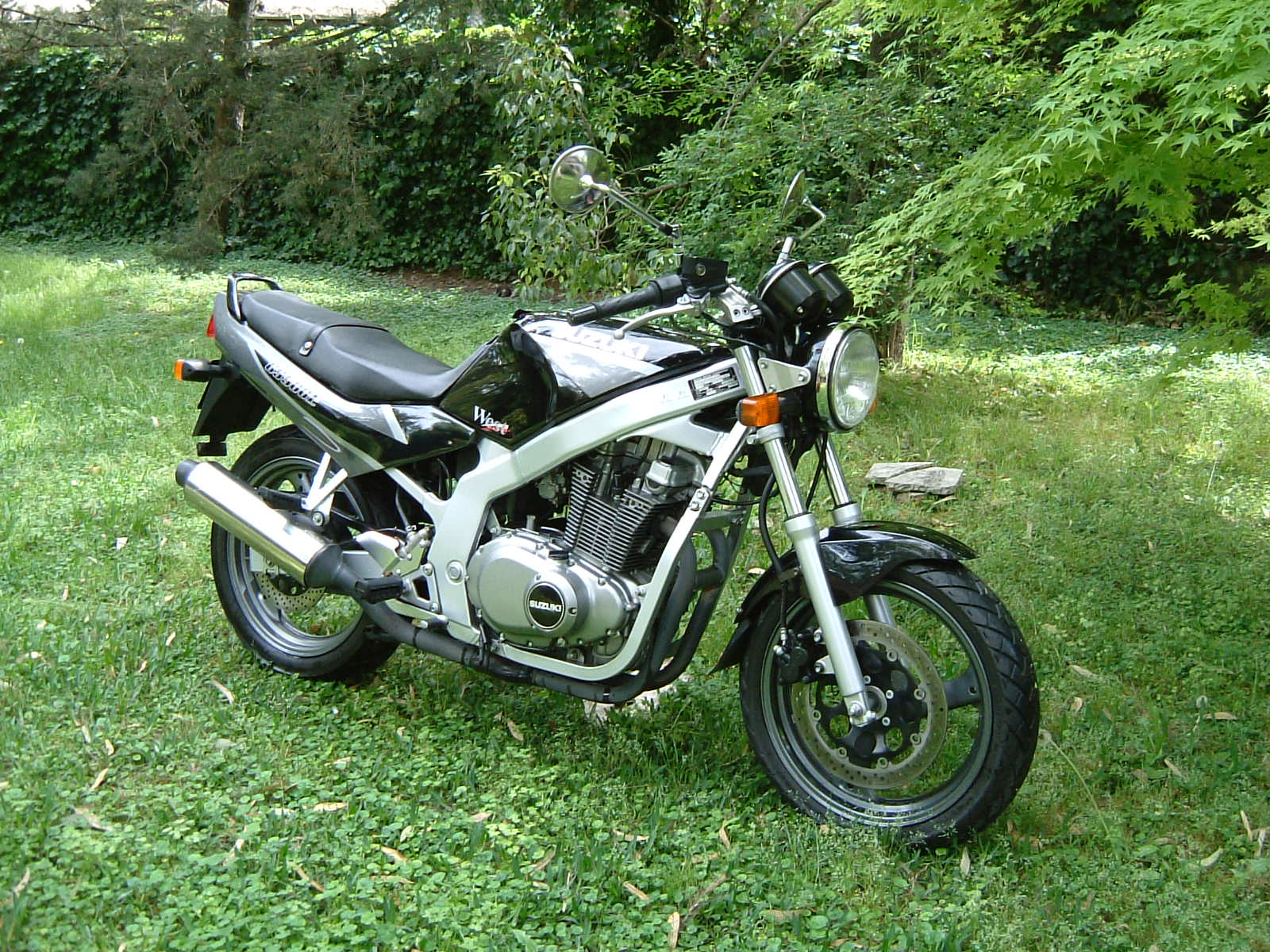
La basique 500 GSE.
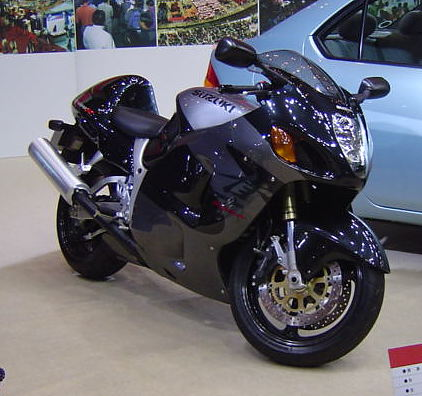
Le faucon GSX-R 1300 Hayabusa.
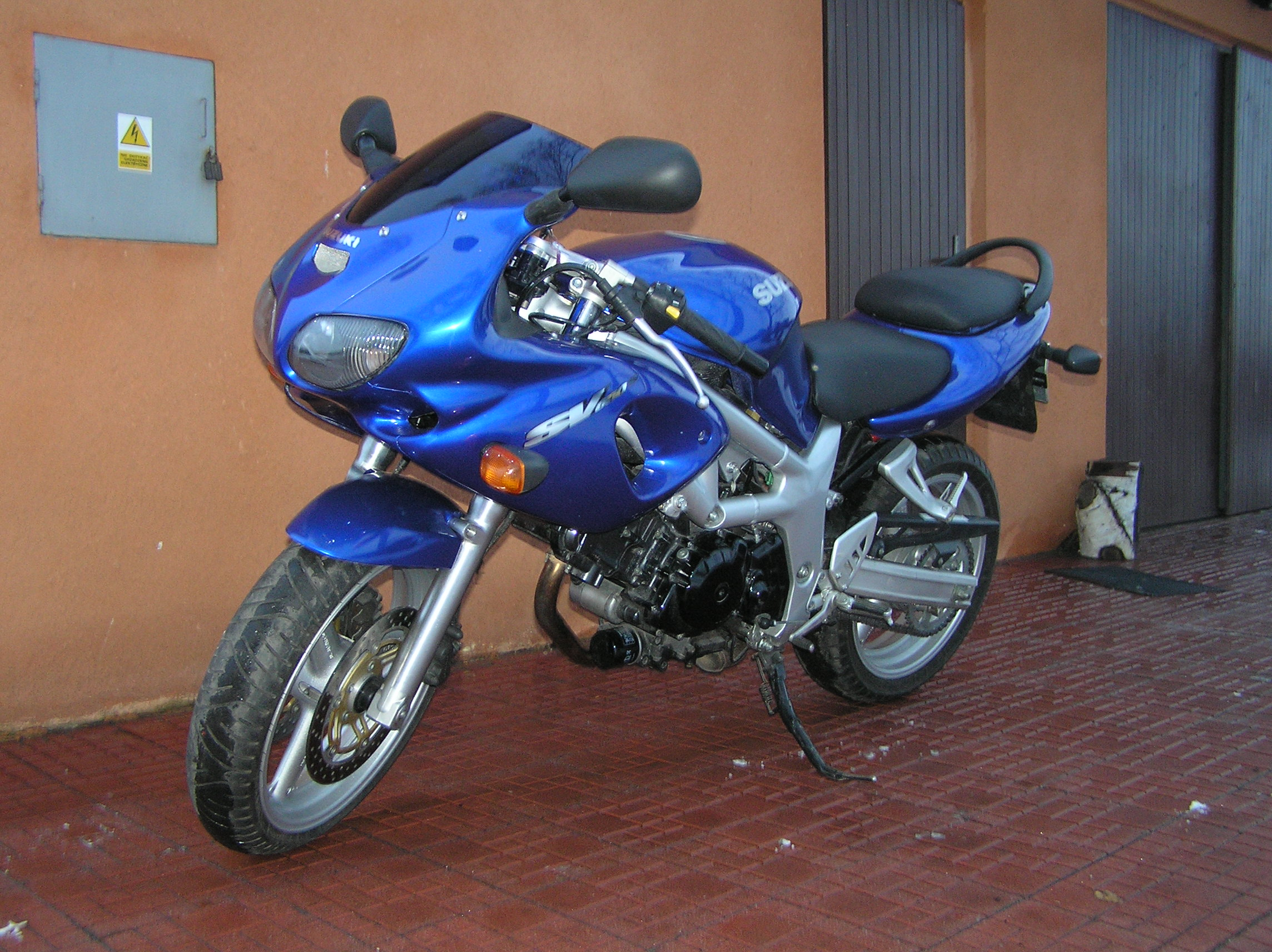
SV 650 S première version.
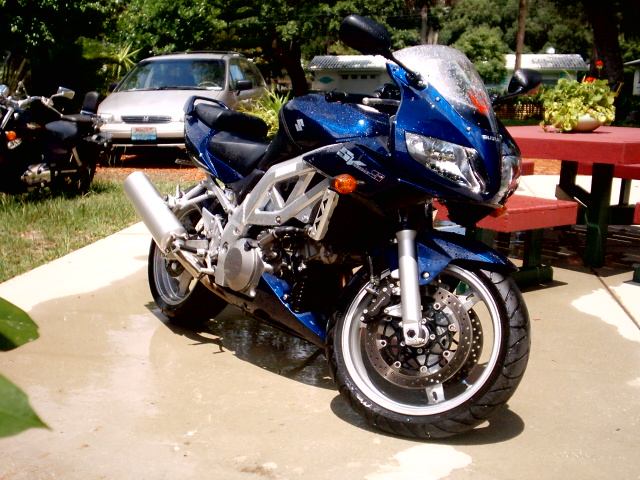
SV 1000 S.
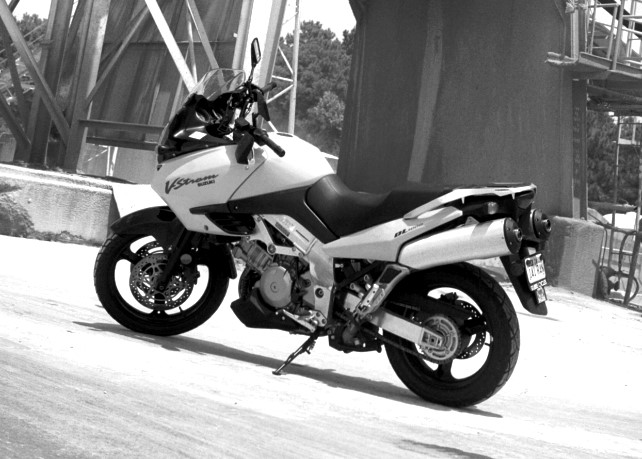
Le trail routier V-Strom.
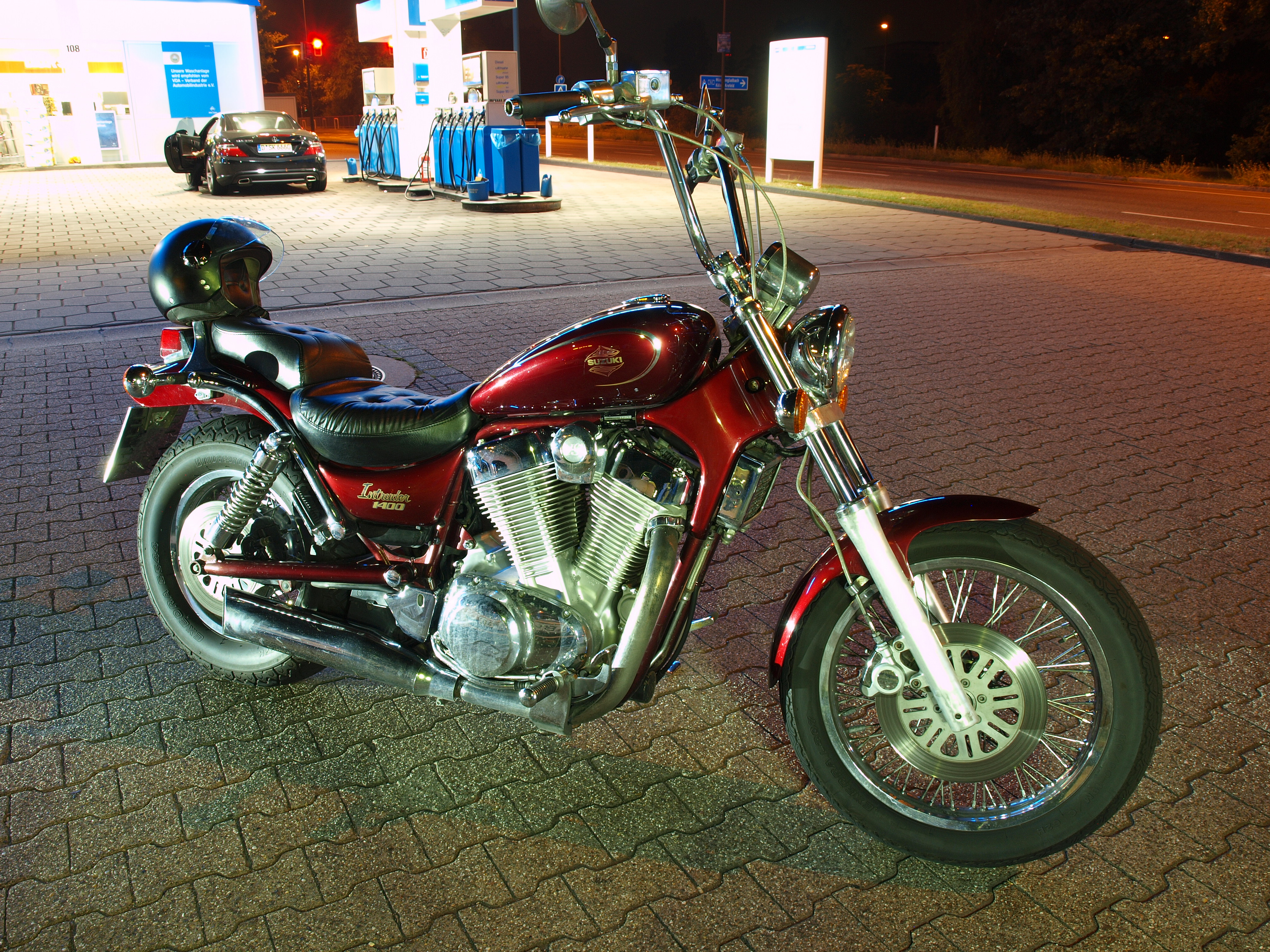
VS 1400 Intruder.

## Automobiles

### Modèles anciens

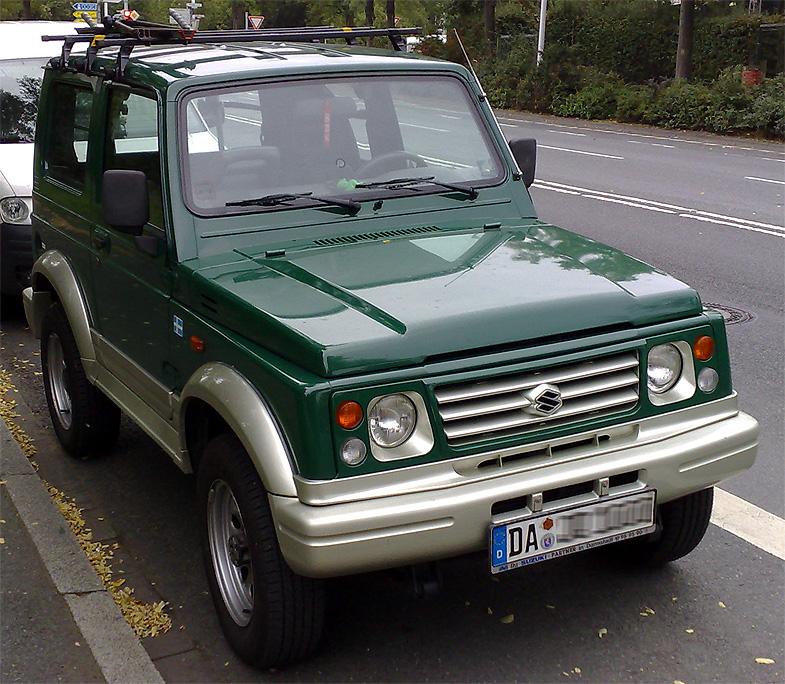
Suzuki Samurai.

- Suzuki Twin, mini voiture à deux places longue de 2,73 m, lancée en 2003 et dont il existait une version hybride.
- Suzuki Suzulight
- Suzuki Fronte
- Suzuki Kei, keijidōsha vendue de 1998 à 2009 au Japon.
- Suzuki Cervo, citadine de la catégorie keijidōsha au Japon. Dernière génération lancée fin 2006 et arrêtée dès 2009.
- Suzuki Wagon R+, citadine cubique, remplacée début 2008 par la Splash.
- Suzuki Ignis, berline compacte dont le style est celui d'une Kei un gabarit au-dessus. Produite jusqu'en 2008.
- Suzuki Splash, petit modèle lancé début 2008, développé sur la base de la Swift, en plus économique.
- Suzuki X-90
- Suzuki Cultus
- Suzuki Swift
- Suzuki SX4, petit tout-chemin à deux ou quatre roues motrices, fruit d’une collaboration avec le groupe italien Fiat, appelé Fiat Sedici. Le SX4 est aussi décliné en berline classique trois volumes quatre portes pour certains marchés (Asie, Canada, États-Unis, une partie de l'Europe notamment) et perd alors de son aspect tout-chemin.
- Suzuki Liana, gamme moyenne
- Suzuki Samurai, petit 4x4 rustique, prédécesseur du Jimny
- Suzuki Grand Vitara
- Suzuki Grand Vitara XL-7, 4x4 renouvelé en 2006 et désormais réservé aux marchés nord-américains.
- Suzuki Kizashi, berline tricorps née fin 2009 d'abord développée pour le Japon et le marché nord-américain et qui s'autorise depuis fin 2010 une petite carrière européenne.

### Modèles actuels

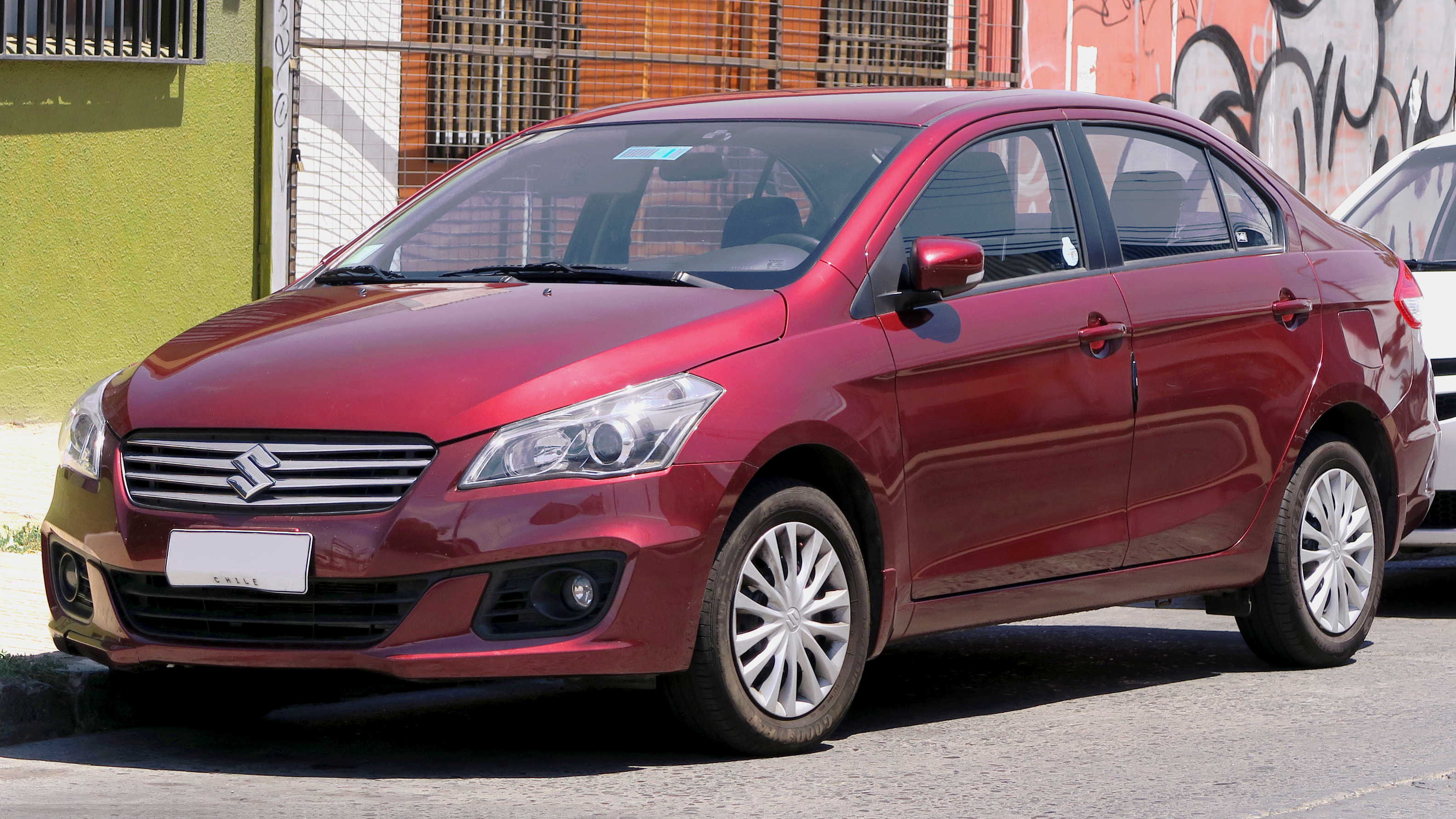
Suzuki Ciaz.

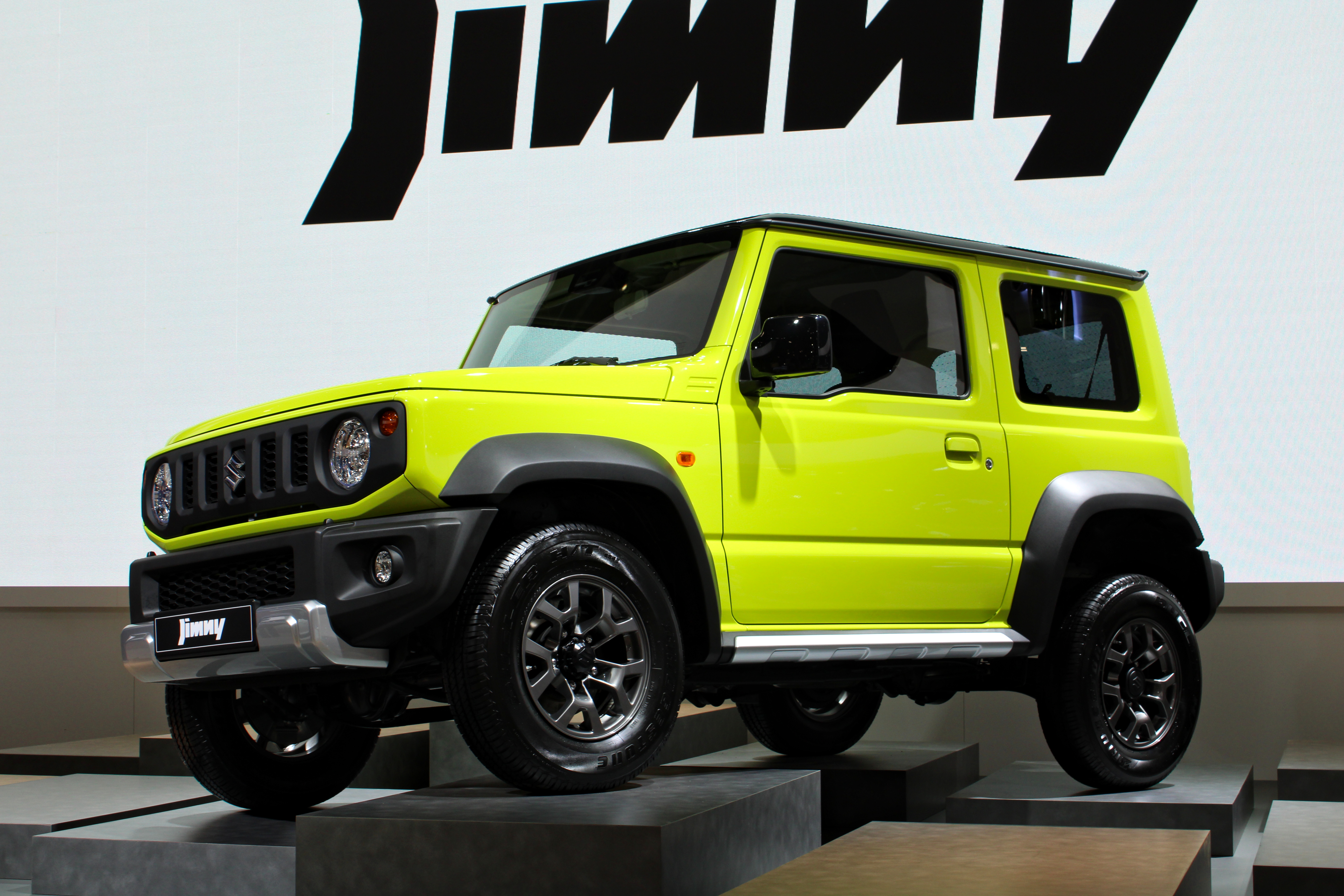
Suzuki Jimny.

- Suzuki Alto, citadine de la catégorie keijidōsha au Japon et dont les anciennes générations sont vendues en Inde chez Maruti. L'Alto fabriquée en Inde et vendue en Europe est totalement différente de celle du Japon.
- Suzuki Alto Lapin, citadine de la catégorie keijidōsha au Japon lancée en 2002, renouvelée en 2009 et de style cubique.
- Suzuki Palette, petit véhicule de la catégorie keijidōsha au Japon, lancé en janvier 2008.
- Suzuki S-Presso, crossover citadin commercialisé en Inde et dans les pays émergents
- Suzuki Wagon R, citadine de la catégorie keijidōsha au Japon, plus petite et moins puissante que le Wagon R+ vendu en Europe.
- Suzuki MR Wagon, citadine de la catégorie keijidōsha au Japon.
- Suzuki Solio, petit modèle lancé toute fin 2010 sur le marché japonais.
- Suzuki Celerio, petite citadine
- Suzuki Ignis, petit crossover 4 places
- Suzuki Jimny, petit 4x4
- Suzuki Swift, polyvalente, renouvelée en 2017.
- Suzuki Dzire, polyvalente tricorps, dérivée de la Swift, commercialisée en Inde et dans les pays émergents
- Suzuki Baleno, polyvalente
- Suzuki Fronx, SUV citadin commercialisé en Inde et dans les pays émergents
- Suzuki Vitara, SUV citadin
- Suzuki S-Cross, crossover compact
- Suzuki APV
- Suzuki Ertiga / XL6, monospace crossover commercialisé en Inde et dans les pays émergents
- Suzuki Ciaz / Alivio, berline tricorps, principalement commercialisée en Asie (hors Japon) et dans les pays émergents
- Suzuki Swace, break compact hybride commercialisé en Europe, version rebadgée de la Toyota Corolla E210 Touring Sports
- Suzuki Across, SUV compact hybride commercialisé en Europe, version rebadgée du Toyota RAV4 de cinquième génération
- Suzuki eVitara, SUV urbain 100 % électrique

### Concept cars
- Suzuki Concept-S, présenté au Mondial de l'Automobile de Paris 2002[9]
- Suzuki Concept S-Cross, présenté au Mondial de l'automobile de Paris 2012[10]
- Suzuki eVX concept, présenté au salon de Delhi 2023[11]
- Suzuki Swift Concept, présenté au salon de Tokyo 2023[12].

## Chiffres de ventes
| Année | Ventes mondiales d'automobiles du constructeur Suzuki | Ventes mondiales d'automobiles du constructeur Suzuki | Ventes mondiales d'automobiles du constructeur Suzuki | Ventes mondiales d'automobiles du constructeur Suzuki | Ventes mondiales d'automobiles du constructeur Suzuki | Ventes mondiales d'automobiles du constructeur Suzuki | Ventes mondiales d'automobiles du constructeur Suzuki | Ventes mondiales d'automobiles du constructeur Suzuki | Ventes mondiales d'automobiles du constructeur Suzuki | Ventes mondiales d'automobiles du constructeur Suzuki | Ventes mondiales d'automobiles du constructeur Suzuki | Ventes mondiales d'automobiles du constructeur Suzuki | Ventes mondiales d'automobiles du constructeur Suzuki | Ventes mondiales d'automobiles du constructeur Suzuki | Ventes mondiales d'automobiles du constructeur Suzuki | Ventes mondiales d'automobiles du constructeur Suzuki | Ventes mondiales d'automobiles du constructeur Suzuki | Ventes mondiales d'automobiles du constructeur Suzuki | Ventes mondiales d'automobiles du constructeur Suzuki | Ventes mondiales d'automobiles du constructeur Suzuki | Ventes mondiales d'automobiles du constructeur Suzuki | Ventes mondiales d'automobiles du constructeur Suzuki | Ventes mondiales d'automobiles du constructeur Suzuki | Ventes mondiales d'automobiles du constructeur Suzuki | Ventes mondiales d'automobiles du constructeur Suzuki | Ventes mondiales d'automobiles du constructeur Suzuki | Ventes mondiales d'automobiles du constructeur Suzuki | Ventes mondiales d'automobiles du constructeur Suzuki | Ventes mondiales d'automobiles du constructeur Suzuki | Ventes mondiales d'automobiles du constructeur Suzuki | Ventes mondiales d'automobiles du constructeur Suzuki | Ventes mondiales d'automobiles du constructeur Suzuki | Ventes mondiales d'automobiles du constructeur Suzuki | Ventes mondiales d'automobiles du constructeur Suzuki | Ventes mondiales d'automobiles du constructeur Suzuki | Ventes mondiales d'automobiles du constructeur Suzuki | Ventes mondiales d'automobiles du constructeur Suzuki | Ventes mondiales d'automobiles du constructeur Suzuki | Ventes mondiales d'automobiles du constructeur Suzuki | Ventes mondiales d'automobiles du constructeur Suzuki | Ventes mondiales d'automobiles du constructeur Suzuki | Ventes mondiales d'automobiles du constructeur Suzuki | Ventes mondiales d'automobiles du constructeur Suzuki | Ventes mondiales d'automobiles du constructeur Suzuki | Ventes mondiales d'automobiles du constructeur Suzuki | Ventes mondiales d'automobiles du constructeur Suzuki | Ventes mondiales d'automobiles du constructeur Suzuki | Ventes mondiales d'automobiles du constructeur Suzuki | Ventes mondiales d'automobiles du constructeur Suzuki | Ventes mondiales d'automobiles du constructeur Suzuki | Ventes mondiales d'automobiles du constructeur Suzuki | Ventes mondiales d'automobiles du constructeur Suzuki | Ventes mondiales d'automobiles du constructeur Suzuki | Ventes mondiales d'automobiles du constructeur Suzuki | Ventes mondiales d'automobiles du constructeur Suzuki |
| ----- | ----------------------------------------------------- | ----------------------------------------------------- | ----------------------------------------------------- | ----------------------------------------------------- | ----------------------------------------------------- | ----------------------------------------------------- | ----------------------------------------------------- | ----------------------------------------------------- | ----------------------------------------------------- | ----------------------------------------------------- | ----------------------------------------------------- | ----------------------------------------------------- | ----------------------------------------------------- | ----------------------------------------------------- | ----------------------------------------------------- | ----------------------------------------------------- | ----------------------------------------------------- | ----------------------------------------------------- | ----------------------------------------------------- | ----------------------------------------------------- | ----------------------------------------------------- | ----------------------------------------------------- | ----------------------------------------------------- | ----------------------------------------------------- | ----------------------------------------------------- | ----------------------------------------------------- | ----------------------------------------------------- | ----------------------------------------------------- | ----------------------------------------------------- | ----------------------------------------------------- | ----------------------------------------------------- | ----------------------------------------------------- | ----------------------------------------------------- | ----------------------------------------------------- | ----------------------------------------------------- | ----------------------------------------------------- | ----------------------------------------------------- | ----------------------------------------------------- | ----------------------------------------------------- | ----------------------------------------------------- | ----------------------------------------------------- | ----------------------------------------------------- | ----------------------------------------------------- | ----------------------------------------------------- | ----------------------------------------------------- | ----------------------------------------------------- | ----------------------------------------------------- | ----------------------------------------------------- | ----------------------------------------------------- | ----------------------------------------------------- | ----------------------------------------------------- | ----------------------------------------------------- | ----------------------------------------------------- | ----------------------------------------------------- | ----------------------------------------------------- |
| Année | 2,0                                                   |                                                       |                                                       |                                                       |                                                       | 2,1                                                   |                                                       |                                                       |                                                       |                                                       | 2,2                                                   |                                                       |                                                       |                                                       |                                                       | 2,3                                                   |                                                       |                                                       |                                                       |                                                       | 2,4                                                   |                                                       |                                                       |                                                       |                                                       | 2,5                                                   |                                                       |                                                       |                                                       |                                                       | 2,6                                                   |                                                       |                                                       |                                                       |                                                       | 2,7                                                   |                                                       |                                                       |                                                       |                                                       | 2,8                                                   |                                                       |                                                       |                                                       |                                                       | 2,9                                                   |                                                       |                                                       |                                                       |                                                       | 3,0                                                   |                                                       |                                                       |                                                       |                                                       |
| 2006  | 2 100 000                                             | 2 100 000                                             | 2 100 000                                             | 2 100 000                                             | 2 100 000                                             | 2 100 000                                             | 2 100 000                                             | 2 100 000                                             | 2 100 000                                             | 2 100 000                                             | 2 100 000                                             | 2 100 000                                             | 2 100 000                                             | 2 100 000                                             | 2 100 000                                             | 2 100 000                                             |                                                       |                                                       |                                                       |                                                       |                                                       |                                                       |                                                       |                                                       |                                                       |                                                       |                                                       |                                                       |                                                       |                                                       |                                                       |                                                       |                                                       |                                                       |                                                       |                                                       |                                                       |                                                       |                                                       |                                                       |                                                       |                                                       |                                                       |                                                       |                                                       |                                                       |                                                       |                                                       |                                                       |                                                       |                                                       |                                                       |                                                       |                                                       |                                                       |
| 2007  | 2 350 000                                             | 2 350 000                                             | 2 350 000                                             | 2 350 000                                             | 2 350 000                                             | 2 350 000                                             | 2 350 000                                             | 2 350 000                                             | 2 350 000                                             | 2 350 000                                             | 2 350 000                                             | 2 350 000                                             | 2 350 000                                             | 2 350 000                                             | 2 350 000                                             | 2 350 000                                             | 2 350 000                                             |                                                       |                                                       |                                                       |                                                       |                                                       |                                                       |                                                       |                                                       |                                                       |                                                       |                                                       |                                                       |                                                       |                                                       |                                                       |                                                       |                                                       |                                                       |                                                       |                                                       |                                                       |                                                       |                                                       |                                                       |                                                       |                                                       |                                                       |                                                       |                                                       |                                                       |                                                       |                                                       |                                                       |                                                       |                                                       |                                                       |                                                       |                                                       |
| 2010  | 2 620 000                                             | 2 620 000                                             | 2 620 000                                             | 2 620 000                                             | 2 620 000                                             | 2 620 000                                             | 2 620 000                                             | 2 620 000                                             | 2 620 000                                             | 2 620 000                                             | 2 620 000                                             | 2 620 000                                             | 2 620 000                                             | 2 620 000                                             | 2 620 000                                             | 2 620 000                                             | 2 620 000                                             | 2 620 000                                             | 2 620 000                                             | 2 620 000                                             | 2 620 000                                             | 2 620 000                                             | 2 620 000                                             | 2 620 000                                             | 2 620 000                                             | 2 620 000                                             | 2 620 000                                             | 2 620 000                                             | 2 620 000                                             | 2 620 000                                             | 2 620 000                                             |                                                       |                                                       |                                                       |                                                       |                                                       |                                                       |                                                       |                                                       |                                                       |                                                       |                                                       |                                                       |                                                       |                                                       |                                                       |                                                       |                                                       |                                                       |                                                       |                                                       |                                                       |                                                       |                                                       |                                                       |
| 2012  | 2 680 000                                             | 2 680 000                                             | 2 680 000                                             | 2 680 000                                             | 2 680 000                                             | 2 680 000                                             | 2 680 000                                             | 2 680 000                                             | 2 680 000                                             | 2 680 000                                             | 2 680 000                                             | 2 680 000                                             | 2 680 000                                             | 2 680 000                                             | 2 680 000                                             | 2 680 000                                             | 2 680 000                                             | 2 680 000                                             | 2 680 000                                             | 2 680 000                                             | 2 680 000                                             | 2 680 000                                             | 2 680 000                                             | 2 680 000                                             | 2 680 000                                             | 2 680 000                                             | 2 680 000                                             | 2 680 000                                             | 2 680 000                                             | 2 680 000                                             | 2 680 000                                             | 2 680 000                                             | 2 680 000                                             | 2 680 000                                             |                                                       |                                                       |                                                       |                                                       |                                                       |                                                       |                                                       |                                                       |                                                       |                                                       |                                                       |                                                       |                                                       |                                                       |                                                       |                                                       |                                                       |                                                       |                                                       |                                                       |                                                       |
| 2014  | 2 877 000                                             | 2 877 000                                             | 2 877 000                                             | 2 877 000                                             | 2 877 000                                             | 2 877 000                                             | 2 877 000                                             | 2 877 000                                             | 2 877 000                                             | 2 877 000                                             | 2 877 000                                             | 2 877 000                                             | 2 877 000                                             | 2 877 000                                             | 2 877 000                                             | 2 877 000                                             | 2 877 000                                             | 2 877 000                                             | 2 877 000                                             | 2 877 000                                             | 2 877 000                                             | 2 877 000                                             | 2 877 000                                             | 2 877 000                                             | 2 877 000                                             | 2 877 000                                             | 2 877 000                                             | 2 877 000                                             | 2 877 000                                             | 2 877 000                                             | 2 877 000                                             | 2 877 000                                             | 2 877 000                                             | 2 877 000                                             | 2 877 000                                             | 2 877 000                                             | 2 877 000                                             | 2 877 000                                             | 2 877 000                                             | 2 877 000                                             | 2 877 000                                             | 2 877 000                                             | 2 877 000                                             | 2 877 000                                             |                                                       |                                                       |                                                       |                                                       |                                                       |                                                       |                                                       |                                                       |                                                       |                                                       |                                                       |
| 2019  | 2 900 000                                             | 2 900 000                                             | 2 900 000                                             | 2 900 000                                             | 2 900 000                                             | 2 900 000                                             | 2 900 000                                             | 2 900 000                                             | 2 900 000                                             | 2 900 000                                             | 2 900 000                                             | 2 900 000                                             | 2 900 000                                             | 2 900 000                                             | 2 900 000                                             | 2 900 000                                             | 2 900 000                                             | 2 900 000                                             | 2 900 000                                             | 2 900 000                                             | 2 900 000                                             | 2 900 000                                             | 2 900 000                                             | 2 900 000                                             | 2 900 000                                             | 2 900 000                                             | 2 900 000                                             | 2 900 000                                             | 2 900 000                                             | 2 900 000                                             | 2 900 000                                             | 2 900 000                                             | 2 900 000                                             | 2 900 000                                             | 2 900 000                                             | 2 900 000                                             | 2 900 000                                             | 2 900 000                                             | 2 900 000                                             | 2 900 000                                             | 2 900 000                                             | 2 900 000                                             | 2 900 000                                             | 2 900 000                                             | 2 900 000                                             |                                                       |                                                       |                                                       |                                                       |                                                       |                                                       |                                                       |                                                       |                                                       |                                                       |
| 2020  | 2 510 000                                             | 2 510 000                                             | 2 510 000                                             | 2 510 000                                             | 2 510 000                                             | 2 510 000                                             | 2 510 000                                             | 2 510 000                                             | 2 510 000                                             | 2 510 000                                             | 2 510 000                                             | 2 510 000                                             | 2 510 000                                             | 2 510 000                                             | 2 510 000                                             | 2 510 000                                             | 2 510 000                                             | 2 510 000                                             | 2 510 000                                             | 2 510 000                                             | 2 510 000                                             | 2 510 000                                             | 2 510 000                                             | 2 510 000                                             | 2 510 000                                             | 2 510 000                                             |                                                       |                                                       |                                                       |                                                       |                                                       |                                                       |                                                       |                                                       |                                                       |                                                       |                                                       |                                                       |                                                       |                                                       |                                                       |                                                       |                                                       |                                                       |                                                       |                                                       |                                                       |                                                       |                                                       |                                                       |                                                       |                                                       |                                                       |                                                       |                                                       |
| 2021  | 2 763 846                                             | 2 763 846                                             | 2 763 846                                             | 2 763 846                                             | 2 763 846                                             | 2 763 846                                             | 2 763 846                                             | 2 763 846                                             | 2 763 846                                             | 2 763 846                                             | 2 763 846                                             | 2 763 846                                             | 2 763 846                                             | 2 763 846                                             | 2 763 846                                             | 2 763 846                                             | 2 763 846                                             | 2 763 846                                             | 2 763 846                                             | 2 763 846                                             | 2 763 846                                             | 2 763 846                                             | 2 763 846                                             | 2 763 846                                             | 2 763 846                                             | 2 763 846                                             | 2 763 846                                             | 2 763 846                                             | 2 763 846                                             | 2 763 846                                             | 2 763 846                                             | 2 763 846                                             | 2 763 846                                             | 2 763 846                                             | 2 763 846                                             | 2 763 846                                             | 2 763 846                                             | 2 763 846                                             | 2 763 846                                             |                                                       |                                                       |                                                       |                                                       |                                                       |                                                       |                                                       |                                                       |                                                       |                                                       |                                                       |                                                       |                                                       |                                                       |                                                       |                                                       |
| 2022  | 2 968 494                                             | 2 968 494                                             | 2 968 494                                             | 2 968 494                                             | 2 968 494                                             | 2 968 494                                             | 2 968 494                                             | 2 968 494                                             | 2 968 494                                             | 2 968 494                                             | 2 968 494                                             | 2 968 494                                             | 2 968 494                                             | 2 968 494                                             | 2 968 494                                             | 2 968 494                                             | 2 968 494                                             | 2 968 494                                             | 2 968 494                                             | 2 968 494                                             | 2 968 494                                             | 2 968 494                                             | 2 968 494                                             | 2 968 494                                             | 2 968 494                                             | 2 968 494                                             | 2 968 494                                             | 2 968 494                                             | 2 968 494                                             | 2 968 494                                             | 2 968 494                                             | 2 968 494                                             | 2 968 494                                             | 2 968 494                                             | 2 968 494                                             | 2 968 494                                             | 2 968 494                                             | 2 968 494                                             | 2 968 494                                             | 2 968 494                                             | 2 968 494                                             | 2 968 494                                             | 2 968 494                                             | 2 968 494                                             | 2 968 494                                             | 2 968 494                                             | 2 968 494                                             | 2 968 494                                             | 2 968 494                                             | 2 968 494                                             |                                                       |                                                       |                                                       |                                                       |                                                       |
| 2023  | 3 072 824                                             | 3 072 824                                             | 3 072 824                                             | 3 072 824                                             | 3 072 824                                             | 3 072 824                                             | 3 072 824                                             | 3 072 824                                             | 3 072 824                                             | 3 072 824                                             | 3 072 824                                             | 3 072 824                                             | 3 072 824                                             | 3 072 824                                             | 3 072 824                                             | 3 072 824                                             | 3 072 824                                             | 3 072 824                                             | 3 072 824                                             | 3 072 824                                             | 3 072 824                                             | 3 072 824                                             | 3 072 824                                             | 3 072 824                                             | 3 072 824                                             | 3 072 824                                             | 3 072 824                                             | 3 072 824                                             | 3 072 824                                             | 3 072 824                                             | 3 072 824                                             | 3 072 824                                             | 3 072 824                                             | 3 072 824                                             | 3 072 824                                             | 3 072 824                                             | 3 072 824                                             | 3 072 824                                             | 3 072 824                                             | 3 072 824                                             | 3 072 824                                             | 3 072 824                                             | 3 072 824                                             | 3 072 824                                             | 3 072 824                                             | 3 072 824                                             | 3 072 824                                             | 3 072 824                                             | 3 072 824                                             | 3 072 824                                             | 3 072 824                                             |                                                       |                                                       |                                                       |                                                       |

## Moteurs marins
Suzuki est un grand constructeur de moteurs hors-bord. Actuellement, sa gamme couvre un éventail de puissance de 2,5 à 350 ch.
Les moteurs à deux temps sont référencés « DT » (T comme two, deux en anglais) suivi du chiffre de puissance en ch (chevaux-vapeur). Les séries DT ont une réputation de grande robustesse et bien que la production ait évolué vers le moteur à quatre temps pour des raisons écologiques, de très nombreux DT de toutes puissance servent encore au quotidien. Leur seul défaut connu, pour les versions à carburateur, est d'être assez gourmands en carburant. Certains moteurs deux-temps ont bénéficié d'un système d'injection, plus sobre, notamment le DT 140, extrapolé du DT 115 à carburateurs (4-cylindres en ligne) et le DT 150 (4-cylindres en V) les couleurs de présentation ont varié avec les années millésimes (blanc et orange pour les premiers modèles des années 1970, puis gris métallisé, marron métallisé et finalement noir et rouge).
Les moteurs 4-temps sont référencés « DF » (F comme four, quatre en anglais) suivi du chiffre de puissance en ch. Ils sont de couleur noir ou blanc (Suzuki a fourni des moteurs commercialisés aux États-Unis et en Europe sous la marque Johnson, semblables mais peints en blanc). Les moteurs 4T Suzuki sont plus lourds et complexes que les 2T équivalents en puissance, mais ils sont plus économes en carburant et moins polluants. Les gros 4T Suzuki ont un système original de double réduction de la transmission par un engrenage entre le bloc-moteur et l'arbre vertical qui améliore la poussée et l'équilibrage de la tête motrice.
Jusqu'à 175 ch, il s'agit de moteurs monocylindres ou en ligne, à 2 ou 4 cylindres ; les moteurs V6 développent des puissances supérieures.